# Velaio

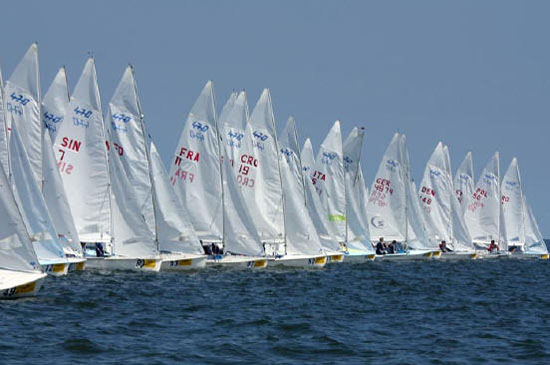
Vele

Il velaio è colui che progetta, realizza e disegna le vele.
In realtà questo processo, che di per sé sembra facile, non lo è assolutamente; non lo era nei tempi in cui le barche avevano una sola vela di forma triangolare e non lo è adesso in cui dai materiali si pretende il meglio.
Inizialmente il velaio dovrà decidere quale tipo di barca la utilizzerà; infatti se sta per progettare una vela (o set di vele) adatte a barche di grosse dimensioni usate esclusivamente per la crociera avrà parametri regolatori completamente differenti rispetto a monotipi da regata.
Nel caso si tratti di una barca da crociera il velaio opterà per un taglio più tranquillo e materiali più resistenti mentre se si tratta di una barca da regata dovrà trovare materiali leggeri e tagli competitivi.
Dopo aver deciso il tipo di barca il velaio progetta il taglio dei ferzi; infatti una vela con ferzi verticali tenderà a formare una pancia più pronunciata e allungata verso la testa dell'albero quindi adatta alla navigazione d'altura o comunque alla crociera mentre una vela con ferzi orizzontali o vicini all'orizzontale sarà una vela più tecnica e quindi adatta alla regata.
Il taglio verrà effettuato sul materiale con uno speciale laser che non sfibra il tessuto.
Il terzo passo è quello più importante consiste nella scelta del materiale. Ad oggi il materiale più usato per le vele da regata è il Mylar misto ad altre fibre mentre quello per le crociere resta inossidabilmente il cotone misto a materiali plastici o tessuti simili.
Dopo aver progettato la vela, tagliato i ferzi e cuciti tra di loro il velaio inizierà una serie di collaudi per valutarne la resistenza, l'aerodinamicità ed eventualmente provvederà alla stazzatura e alla produzione in serie.